# Thujamossor
Thujamossor (Thuidium)  är ett släkte av bladmossor som beskrevs av Bruch och Wilhelm Philipp Schimper. Enligt Catalogue of Life ingår Tujamossor i familjen Thuidiaceae, men enligt Dyntaxa är tillhörigheten istället familjen Thuidiaceae.

## Bildgalleri

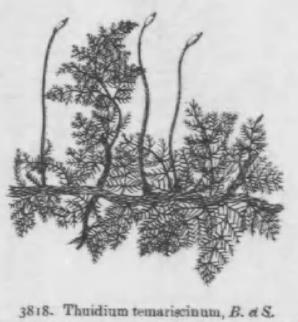

## Dottertaxa till Tujamossor, i alfabetisk ordning[1][2]
- Thuidium aculeoserratum
- Thuidium allenii
- Thuidium alvarezianum
- Thuidium assimile
- Thuidium batakense
- Thuidium bipinnatulum
- Thuidium blepharophyllum
- Thuidium brachymenium
- Thuidium brachypyxis
- Thuidium brachythecium
- Thuidium brasiliense
- Thuidium breviacuminatum
- Thuidium carantae
- Thuidium caudicaule
- Thuidium chacoanum
- Thuidium complanum
- Thuidium costaricense
- Thuidium cylindrella
- Thuidium cymbifoliolum
- Thuidium cymbifolium
- Thuidium delicatulum
- Thuidium djuriense
- Thuidium eccremocarpum
- Thuidium exasperatum
- Thuidium glaucescens
- Thuidium granulatum
- Thuidium haplohymenium
- Thuidium himantophyllum
- Thuidium hygrophilum
- Thuidium inconspicuum
- Thuidium ise-sanctum
- Thuidium kanedae
- Thuidium komarovii
- Thuidium laeviusculum
- Thuidium lepidoziaceum
- Thuidium ligulifolium
- Thuidium loricalycinum
- Thuidium mattogrossense
- Thuidium nanophyllum
- Thuidium neocaledonicum
- Thuidium nutans
- Thuidium occultirete
- Thuidium ochraceum
- Thuidium orthocarpum
- Thuidium paraguense
- Thuidium patrum
- Thuidium pellucens
- Thuidium perscissum
- Thuidium peruvianum
- Thuidium pinnatulum
- Thuidium plumulosum
- Thuidium poeppigii
- Thuidium pristocalyx
- Thuidium promontorii
- Thuidium pseudodelicatulum
- Thuidium pseudoglaucinum
- Thuidium pseudoprotensum
- Thuidium pulvinatulum
- Thuidium purpureum
- Thuidium quadrifarium
- Thuidium recognitum
- Thuidium scabribracteatum
- Thuidium schiedeanum
- Thuidium serricola
- Thuidium siphotheca
- Thuidium subbifarium
- Thuidium subglaucinum
- Thuidium subgranulatum
- Thuidium subinvolvens
- Thuidium submicropteris
- Thuidium subserratum
- Thuidium subtamariscinum
- Thuidium subtilissimum
- Thuidium tamariscinum
- Thuidium tomentosum
- Thuidium torrentium
- Thuidium tuerckheimii
- Thuidium undulatifolium
- Thuidium unipinnatum
- Thuidium urceolatum
- Thuidium verrucipes
- Thuidium wrightii
- Thuidium yungarum